# Hatakeyama Shigeyasu
Hatakeyama Shigeyasu est un nom japonais traditionnel ; le nom de famille (ou le nom d'école), Hatakeyama, précède donc le prénom (ou le nom d'artiste).
Hatakeyama Rokurō Shigeyasu (畠山 六郎 重保) est un samouraï japonais de l'époque de Kamakura qui succomba à une intrigue politique le 10 juillet 1205. Sa tombe supposée se trouve sous un arbre tabu no ki près de la plage Yuigahama (en) et de l'avenue Wakamiya Ōji (en) à Kamakura dans la préfecture de Kanagawa, à côté du premier torii du sanctuaire shinto Tsurugaoka Hachiman-gū. Le lien entre cette tombe et Hatakeyama Shigeyasu reste cependant flou. Les raisons de cette attribution sont probablement qu'elle se trouve dans l'ancien domaine des Hatakeyama, et que Shigeyasu est réputé pour avoir été tué au combat par des soldats du clan Hōjō à Yuigahama.

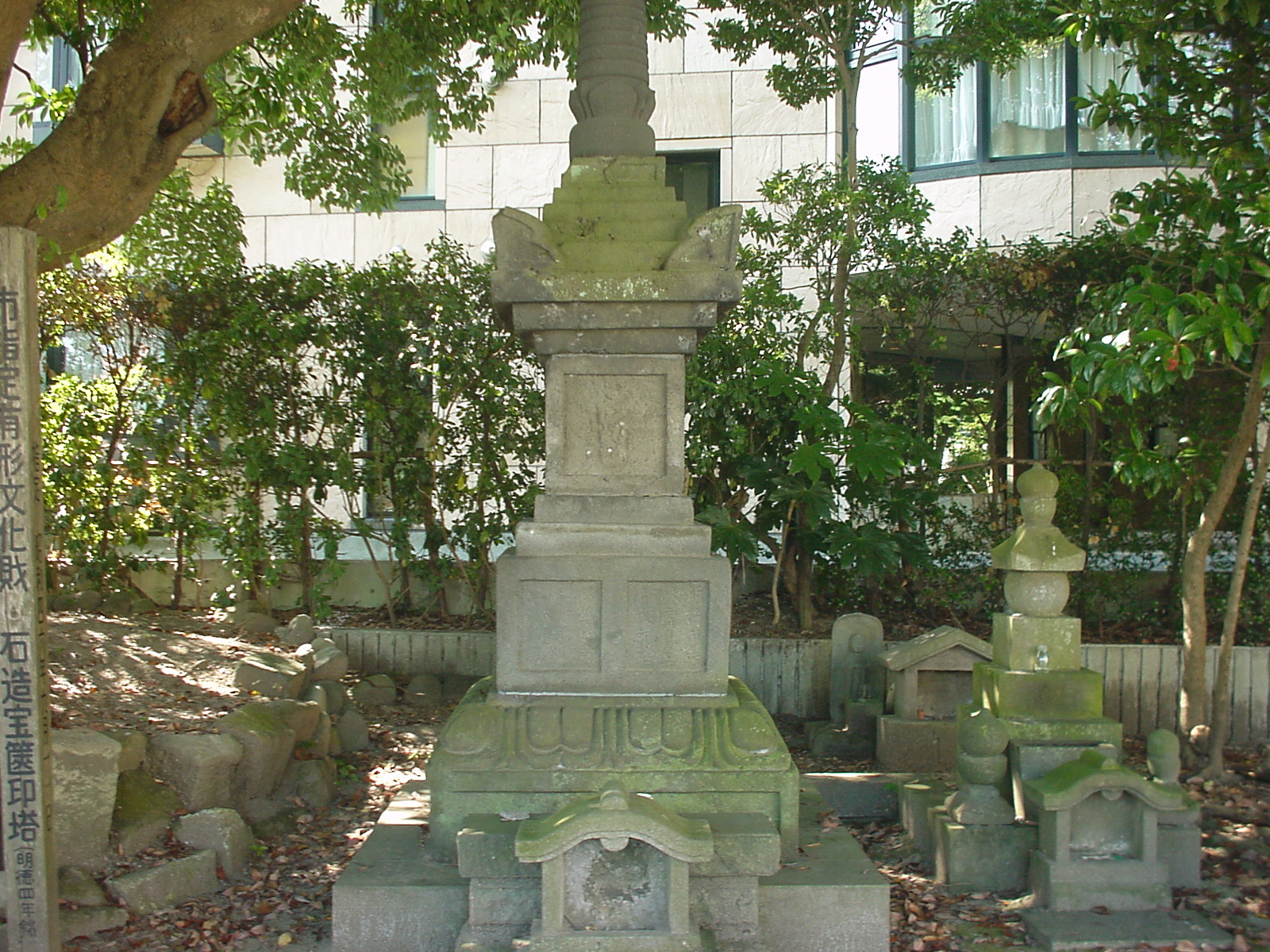

Près du hōkyōintō se trouve une stèle noire (à l'extrême gauche de la première photo) qui fut érigée en 1922 pour expliquer les circonstances de sa mort. Le texte dit :

« Demeure de Hatakeyama Shigeyasu.
Hatakeyama Shigeyasu était le fils aîné de Hatakeyama Shigetada. Il avait eu querelle avec Hiraga Tomomasa, le gendre de Hōjō Tokimasa. Tomomasa n'avait pas oublié le fait et en parla longuement à Tokimasa. Celui-ci n'avait pas non plus oublié comment Shigetada avait, selon la volonté de Minamoto no Yoritomo, essayé de protéger le fils et héritier du shogun, Yoriie, et avait cherché une excuse pour les tuer. Ayant reçu du shogun Sanetomo l'ordre d'arrêter les Hatakeyama, il se rendit à la résidence de Shigeyasu avec ses soldats. Shigeyasu se battit bien, mais il fut néanmoins tué. Ce jour était le 22 juin 1205 et c'est à cet endroit que se trouve sa demeure. Le jour d'après, Shigetada lui-même fut tué après s'être rendu à Musashinokuni (une région au nord-est de Kanagawa) pour venger son fils. »

— Érigé en mars 1922 par le Kamakurachō Seinendan
En décembre 1204, Shigeyasu est l'un des quelques samouraï qui décident de se rendre à Kyoto pour enlever la femme du shogun Sanetomo Minamoto. C'est à cette occasion, lors d'une fête, qu'il a une altercation verbale avec Hiraga Tomomasa, le responsable des défenses de la capitale. Il apparait aujourd'hui que cet incident, provoquée par l'hostilité existante entre Shigetada et Tomomasa, qui avaient des domaines voisins, offrait aux Hōjō un prétexte pour attaquer le clan Hatakeyama, qui fut détruit. Il est plus tard ranimé par Hōjō Tokimasa.

## La légende duBofuseki
Une légende parle d'un rocher surnommé Bofuseki (慕夫石) (« rocher du mari aimant ») placée sur une colline appelée Ishikiriyama (石切山) derrière le temple Jufuku-ji qui aurait un lien avec la femme de Hatakeyama Shigeyasu. La légende raconte que lorsque Shigeyasu fut tué au combat à Yuigahama, sa femme marcha jusqu'au sommet de la colline pour voir ce qui se passait et fut transformée en pierre par chagrin.